# Шахта Штеркраде
Шахта Штеркраде (нем. Zeche Sterkrade) — недействующая каменноугольная шахта в одноименном районе города Оберхаузен (федеральная земля Северный Рейн-Вестфалия).

## История
История шахты Штеркраде начинается в 1897 году, когда в Штеркраде в районе улицы Von-Trotha-Straße был пройден первый вентиляционный шурф для шахты Остерфельд. Вплоть до 1902 года горные выработки в Штеркраде использовались только как дополнительные вентиляционные шурфы для шахты Остерфельд и шахты Хуго Ганиля. Однако богатые месторождения, обнаруженные в ходе прохождения этих выработок, предопределили экономическую целесообразность выделения шахтного поля в Штеркраде в отдельное предприятие.

В 1902 году была запущена в эксплуатацию шахта «Constanzia», которая через год была переименована в шахту Штеркраде № 1. В 1906 году была запущен шахта № 2. В 1907 году при шахте Штеркраде был открыт небольшой коксовый завод. К началу первой мировой войны годовая добыча угля на шахте Штеркраде составляла 550 000 т.

Во время Великой депрессии в 1933 году шахта Штеркраде, шахта Остерфельд и шахта Хуго Ганиля были объединены в единое горнодобывающее предприятие. В 1971 году шахта № 1 была переименована в шахту Остерфельд № 5, а шахта № 2 — в шахту Остерфельд № 6.

 Начиная со 2-й половины 80-х годов начинается процесс сворачивания добычи угля в Рурском регионе. В 1996 году шахта Штеркраде закрывается. Демонтируются все сооружения шахты и коксового завода, кроме клетьевого подъёмника шахты № 1, который сегодня находится под охраной Общества по охране памятников индустриальной культуры.